# Павильон № 35 «Табак» на ВДНХ
Павильон «Табак» — 35-й павильон ВДНХ, построен в 1954 году, до 1959 года носил название «Главтабак». Объект культурного наследия России федерального значения.

## История

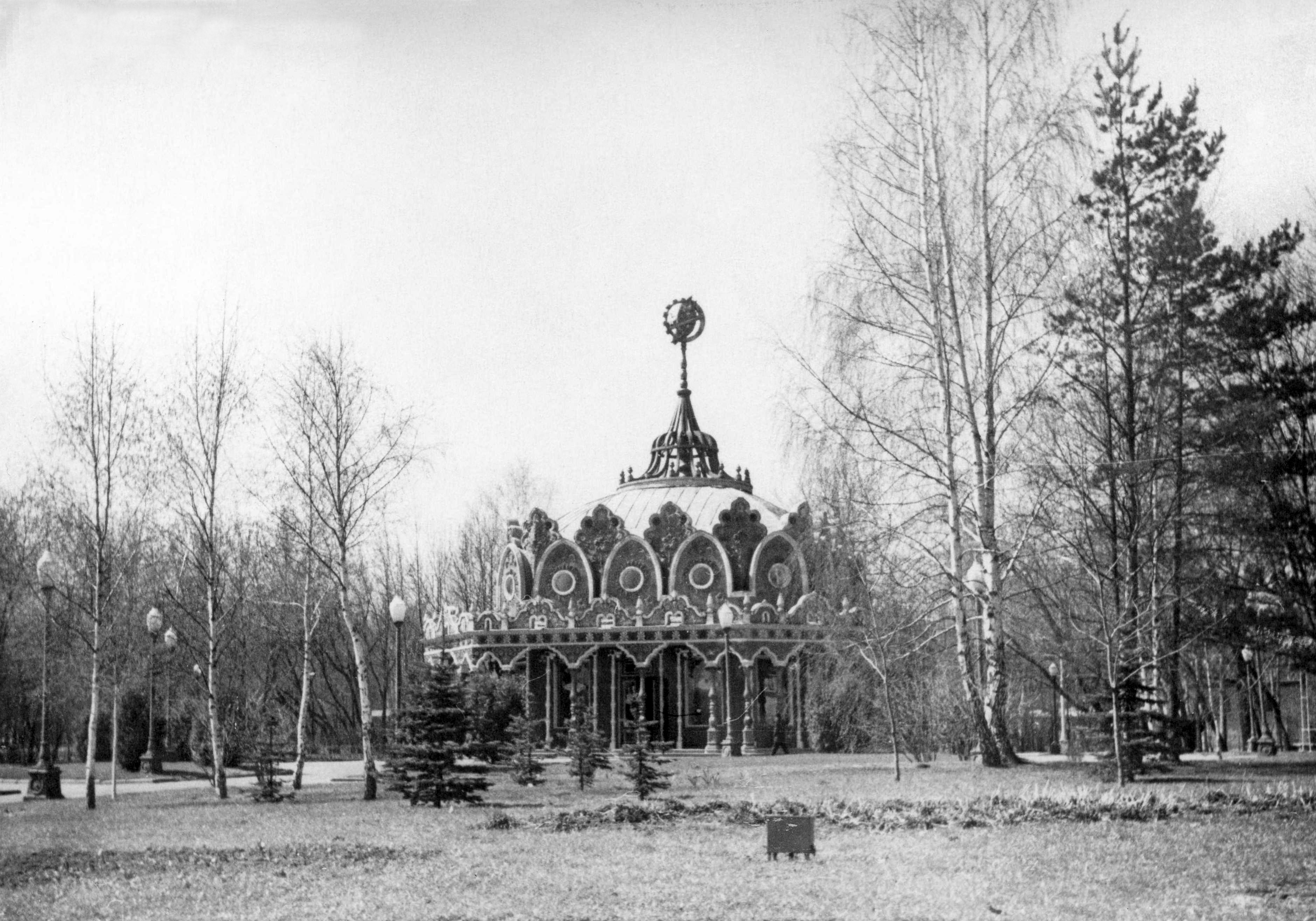
Павильон «Табак» в 1970 году

Павильон построен в 1954 году по проекту архитектора Вячеслава Кондратьева, заказчиком выступало  Министерство пищевой промышленности СССР. Павильон расположен в ландшафтном парке ВДНХ рядом с Каменским прудом.
Первый павильон с таким названием был построен на довоенной выставке в 1939 году, но впоследствии разобран и на новом месте построен тем же архитектором в облике, близком к первоначальному. Отличительная особенность павильона — его необычное архитектурное решение, сильно выделяющее его на фоне остальных павильонов выставки. В плане павильон представляет собой неправильный восьмиугольник, а внешнее оформление его фасада сочетает в себе мотивы архитектуры Востока, готики и русского национального зодчества. Фасад по периметру окружён галереей с тонкими колоннами и напоминает беседку. Следующий над галереей ярус фасада украшен кокошниками с ложными окнами, а завершено здание куполом со шпилем, который изначально был увенчан эмблемой «Главтабака». Фасад украшен узорами с изображением листьев и цветов табака. В отделке фасада использован кафель разных цветов.

## Назначение и использование
Изначально в павильоне размещалась экспозиция, посвящённая табачной промышленности СССР, а также созданный по заказу Министерства пищевой промышленности образцово-показательный магазин табачных изделий. В 1990-е годы экспозиция и магазин были упразднены и там разместилось представительство губернатора Саратовской области. С 2014 по 2017 годы в здании работали дегустационный зал и кафе.
В 2021 году ВДНХ начала поиск инвестора на право долгосрочной аренды павильона. К 2022 году планировалось завершить комплексную научную реставрацию павильона.